# Catherine Cessac

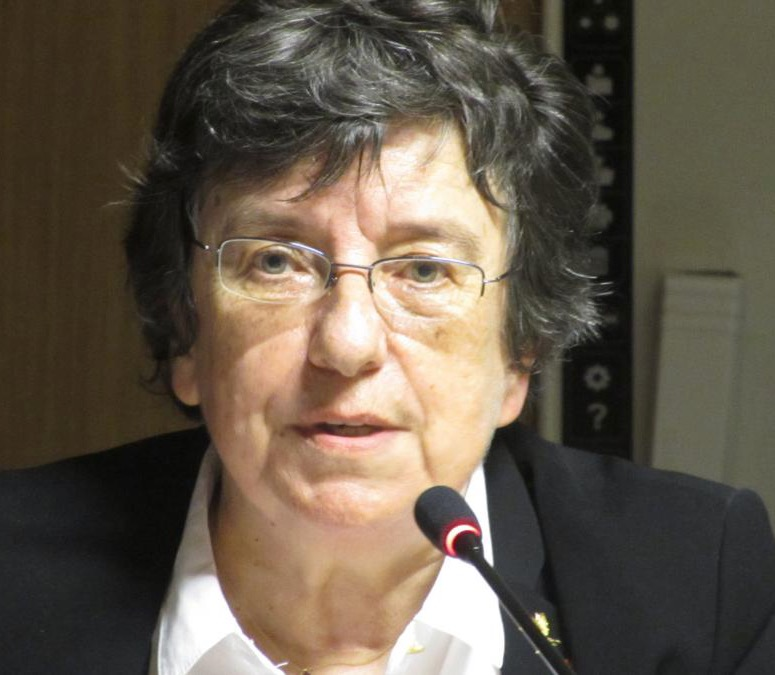
Catherine Cessac, 2020

Catherine Cessac (* 19. August 1952 in Bordeaux) ist eine französische Musikhistorikerin und Musikherausgeberin.

## Leben und Wirken
Catherine Cessac begann ihre Studien am Konservatorium und an der Universität in Bordeaux. Anschließend studierte sie Musikwissenschaften an der Universität Sorbonne in Paris. Von 1990 bis 2003 war sie Redakteurin der „Bulletins de la Société Marc-Antoine Charpentier“. 2004 wurde ihr durch das französische Kulturministerium die Leitung der Organisation der nationalen Feierlichkeiten zum 300. Todestag des Komponisten Marc-Antoine Charpentier übertragen, dazugehörend die Erstellung einer Internetseite über das Leben und Werk Charpentiers sowie eine ständige Aktualisierung der Forschungserkenntnisse. Cessac ist Forschungsleiterin am Centre national de la recherche scientifique (CNRS) und des Studienateliers am Centre de musique baroque de Versailles (CMBV). Ihr Arbeitsschwerpunkt ist die französische Musik des 17. und 18. Jahrhunderts. 1988 erhielt sie für ihre Buchveröffentlichung M.-A. Charpentier den Preis der Akademie Charles Cros. Als Herausgeberin kritischer Ausgaben stehen Werke von Charpentier, Sébastien de Brossard, Jean-Féry Rebel, Louis-Nicolas Clérambault, Jean-Baptiste Lully oder Henry Desmarets im Mittelpunkt ihrer Tätigkeit.

## Auszeichnungen
- 1998: Chevalier de l’Ordre des Arts et des Lettres
- 2005: Officier de l’Ordre des Arts et des Lettres
- 2013: Chevalier de La Légion d’Honneur

## Buchveröffentlichungen (Auswahl)
- M.-A. Charpentier. 1988; 2. erw. Ausg. Editions Fayard, 2004.
- Élisabeth Jacquet de La Guerre, une femme compositeur sous le règne de Louis XIV. Actes sud, Arles 1995.
- N. Clérambault. Editions Fayard, 1998.
- L’Œuvre de Daniel Daniélis (1635–1696), Catalogue thématique. Paris 2003.
- Molière et la musique. Nouvelles Presses Du Languedoc, 2004.
- Marc-Antoine Charpentier - Un musicien retrouvé. Mardaga, 2005.
- Les manuscrits autographes de Marc-Antoine Charpentier. Mardaga 2007.
- Jean-Féry Rebel, musicien des Élements. Paris 2007.
- Itinéraires d’André Campra. Mardaga 2012.
- Les Histoires sacrées de Marc-Antoine Charpentier. Brepols, 2016.
- Monumentale Marc-Antoine Charpentier. Musique pour les comédies de Molière.  Wissenschaftl. Edition. CMBV, 2019.